# Enno Gröhn

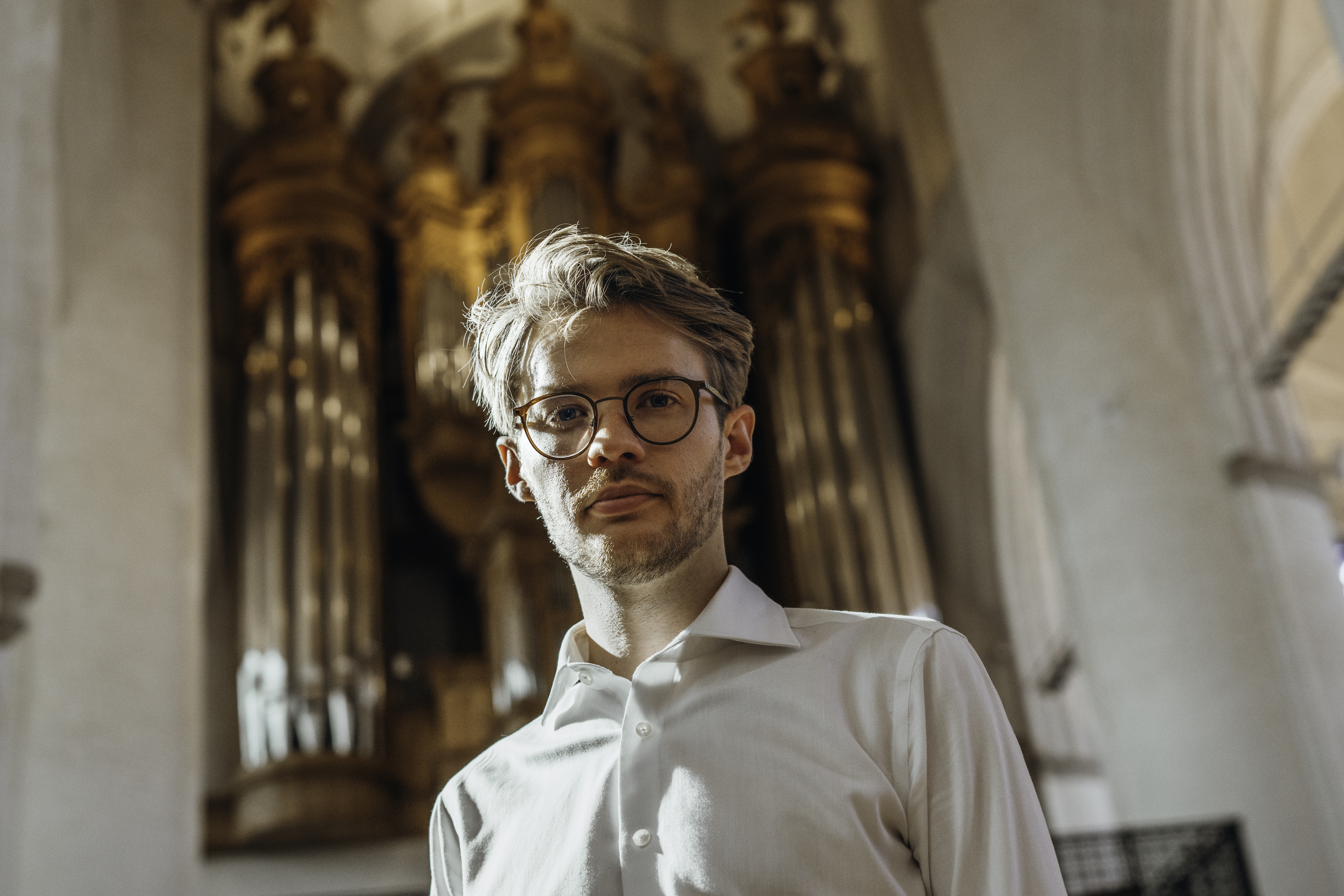
Enno Gröhn (2024)

Enno Gröhn (* Februar 1996 in Bad Segeberg) ist ein deutscher Organist und Kirchenmusiker.

## Werdegang und Wirken
Enno Gröhn erlernte mehrere Instrumente, sang im Chor und musizierte auch im popularmusikalischen Bereich. Das Orgelspiel erlernte er ab dem Alter von 16 Jahren.
Nach seinem Abitur übernahm er eine Kantorenstelle in Rickling. In diesem Rahmen führte er auch mehrere eigene Kompositionen für Orgel, Chor, Orchester sowie eigene popularmusikalische Werke auf.
Ab 2018 studierte Gröhn Kirchenmusik an der Hochschule für Musik und Theater Hamburg bei Wolfgang Zerer, Jan Ernst, Pieter van Dijk (Orgel) und Annedore Hacker-Jakobi (Chorleitung) und schloss die Studien 2024 mit dem Master Kirchenmusik ab.
Meisterkurse bei Franz Danksagmüller, Sietze de Vries, Erwin Wiersinga, Theo Jellema und Harald Vogel ergänzten seine Ausbildung.
Während des Studiums war er 2019–2021 Organist der St.-Petri-Kirche Buxtehude und 2021 Vakanzorganist an der Hamburger Hauptkirche St. Michaelis. Seit Oktober 2021 ist er kirchenmusikalischer Assistent an der dortigen Hauptkirche St. Petri und Leiter des Collegium vocale.
Enno Gröhn unterrichtete 2023/24 Improvisation/Ornamentik an der Hochschule für Künste Bremen und lehrt seit 2022 Orgelimprovisation und liturgisches Orgelspiel an der HfMT Hamburg, seit Oktober 2022 Orgel und Improvisation an der Hochschule für Kirchenmusik Herford-Witten, und seit Oktober 2024 Orgelimprovisation und Orgelliteraturspiel an der Hochschule für Musik, Theater und Medien Hannover. Außerdem leitet er freiberuflich Workshops und Kurse.
2024 gewann er den renommierten Internationalen Orgelimprovisationswettbewerb Haarlem.

## Konzerttätigkeit
Enno Gröhn betreibt eine intensive Konzerttätigkeit vorwiegend mit Orgelimprovisationen, beispielsweise im Rahmen der Orgelspiele Mecklenburg-Vorpommern in St. Petri Woldegk, anlässlich der Münsterkonzerte in St. Nikolaus Überlingen, in St. Katharinen Großenaspe, der Hauptkirche St. Michaelis Hamburg, der Stadtkirche Giengen, in St. Michael Weiden, dem Schweriner Dom, in St. Johannes Baptist Jena und der Kirche zum Heilsbronnen Berlin-Schöneberg.

## Preise und Auszeichnungen
- 2022: 1. Preis und Publikumspreis beim 1. Internationalen Onlinewettbewerb für Orgelimprovisation der Bach Biennale Weimar[15]
- 2022: 1. Preis beim Orgelimprovisationswettbewerb in der Trinitatiskirche Köln[16]
- 2023: 1. Preis und Publikumspreis beim Internationalen Wettbewerb für Orgelimprovisation des Festivals Europäische Kirchenmusik Schwäbisch Gmünd[17]
- 2024: 1. Preis und Publikumspreis beim Internationalen Orgelimprovisationswettbewerb Haarlem[7]

## Kompositionen
- Die Ballade vom Wasserrad[18]
- Kantate Es mag sein, dass alles fällt (2017)
- Lutherische Messe (2018)[19]
- Adventskantate (2020)
- Psalm 100. Choralfantasie für Chor, Orchester, Solisten und Orgel (2022)
- Kantate Das höchste Gebot (2022)
- Ostermotette Wir danken dir, Herr Jesu Christ (2022)[20]